# 오제키 요세이
오제키 요세이(일본어: 小関 陽星, 2000년 4월 18일~)는 일본의 축구 선수이다.

## 구단 경력
그는 2023년 J2리그의 후지에다 MYFC에 입단했고, 2년동안 팀에서 뛰었다.